# フグッキオ
フグッキオ（Huguccio）はイタリアの教会法学者である。
彼はボローニャで教会法学教授として活動し、教会法を教えた。1190年から1210年にフェラーラの司教であったとされる。1210年に死亡した。

## 人物
1769年に、イタリアの歴史家マウロ・サルティ Mauro Sarti によって、教会法学者フグッキオとピサ出身で1160年代にボローニャで文法を教えた文法学者フグッキオは同一人物であるという考えが提唱されたが、近年の研究では2人は別人であると考えられている。

## 作品
グラティアヌス以降で12世紀の最も重要な教会法学者だった。それを示すのが、彼の書いたグラティアヌス教令集の「スンマ Summa 」である。このスンマはその時代の最も広範で権威ある解説であるとされ、多数の写本が作成されており、40以上が伝存している。このスンマは多大な影響力を持ち、インノケンティウス3世の教皇令やヨハネス・テウトニクスの標準注釈にも影響を与えた。ただ、15世紀末になると顧みられなくなった。このスンマはグラティアヌス教令集の第2部の一部を省略しており、省略部分はヨハネス・デ・デオ Johannes de Deo によって補充されている。

## 学説
彼は「二元論」、すなわち皇帝が一元的に聖職者を支配するのでも聖職者が皇帝を一元的に支配するのでもないという考えに立って、聖職者と世俗人を自主的で神によって認定された存在として扱うという見解を確立した。また、皇帝の権力を高める一方、教会は立法権と司法権における完全なる力を享受しているという考えを示した。加えて、婚姻における当事者の同意といった当人同士の意思を重視する意思主義の立場をとった。